# 山和証券
山和証券株式会社（やまわしょうけん）は、日本の独立系証券会社である。2017年には創業70周年を迎えた。

## 概要
- 東京都7店舗、千葉県1店舗を展開する対面営業主体の証券会社である。また2015年現在ディーリング部では約50名の社員が在籍している。[3]マスコットキャラクターは「やまわん」。[4]

## 沿革
- 1947年（昭和22年）- 創業者 山口和夫が山和証券株式会社を設立
- 1948年（昭和23年）- 証券会社に登録
- 1949年（昭和24年）- 東京証券取引所正会員に加入
- 1958年（昭和33年）- 向島（押上）支店を開設
- 1959年（昭和34年）- 高円寺支店、蒲田支店、野方営業所を開設
- 1960年（昭和35年）- 大岡山営業所を開設
- 1961年（昭和36年）- 巣鴨営業所を開設
- 1966年（昭和41年）- 資本金2億円に増資
- 1968年（昭和43年）- 証券業免許を取得
- 1974年（昭和49年）- 金町支店を開設
- 1976年（昭和51年）- 上板橋営業所を開設
- 1978年（昭和53年）- 茂原支店を開設
- 1982年（昭和57年）- 資本金3億円に増資
- 1988年（昭和63年）- 大阪証券取引所（現：大阪取引所）正会員に加入
- 1989年（平成元年）- 資本金5億8500万円に増資
- 1994年 (平成６年) - 研修センター開設
- 2006年（平成18年）- 深川支店を開設
- 2010年（平成22年）- 本社新社屋完成により東京都中央区日本橋兜町1番8号に本社を移転
- 2011年（平成23年）- 押上支店を深川支店へ統合
- 2011年（平成23年）- 野方営業所を高円寺支店へ統合
- 2012年（平成24年）- 茂原支店を茂原ｻﾝｳﾞｪﾙﾌﾟﾗｻﾞ1Fに移転
- 2013年（平成25年）- 巣鴨営業所を巣鴨支店へ変更、上板橋営業所を上板橋支店へ変更、蒲田支店を大岡山営業所に統合し、大岡山支店へ変更
- 2015年（平成27年）- 大阪ディーリング室を開設
- 2016年（平成28年）- シンガポールディーリング室を開設
- 2017年（平成29年）- iDeCo（個人型確定拠出年金、イデコ）取扱い開始

## 本支店
- 本店 - 東京都中央区日本橋兜町１番8号
- 金町支店 - 東京都葛飾区東金町1丁目22番9号
- 高円寺支店 - 東京都杉並区高円寺南3丁目58番25号
- 大岡山支店 - 東京都大田区北千束3丁目28番1号
- 巣鴨支店 - 東京都豊島区巣鴨3丁目33番2号
- 上板橋支店 - 東京都板橋区常盤台4丁目22番12号
- 深川支店 - 東京都江東区高橋11番1号
- 茂原支店 - 千葉県茂原市千代田町1丁目6番地
- 大阪ディーリング室
- シンガポールディーリング室

## その他
- 自己資本規制比率が、2020年3月末現在で1023.6％と非常に高く、業界トップクラス。
- 無借金経営である。
- 金融商品取引法施行に伴い、法規制が強化されたためしばらくの間、ホームページを閉鎖していたが、2008年に再開した。